# Fenyőtükrösmoly
A fenyőtükrösmoly (Epinotia tedella) a valódi lepkék (Glossata) alrendjébe tartozó sodrómolyfélék (Tortricidae) családjának Magyarországon is honos faja.

## Elterjedése, élőhelye
Európában és így Magyarországon is honos faj. Fő tápnövénye a közönséges luc (Picea abies), de más fenyőkön is felnő.

## Megjelenése
Sötétszürke szárnyán piszkosfehér a mintázat. A szárny fesztávolsága 10–14 mm.

## Életmódja
Egy évben egy nemzedéke kel ki. A hernyók szövedékben, a talajban telelnek át. A lepkék nyáron, nappal rajzanak. Petéiket egyesével rakják a fenyőtűkre. A hernyó a tűben aknázik: alulról hatol be, és a csúcs felé halad. A kirágott tűket egymáshoz szövi. Tömegesen fellépve tarra rághatja a fenyőket, és ezzel jelentős károkat okozhat.

## Külső hivatkozások
- Mészáros Zoltán – Szabóky Csaba: A magyarországi molylepkék gyakorlati albuma. Budapest: Agroinform. 2005.  arch Hozzáférés: 2018. április 6. (PDF)